# آگی دونات
آگی دونات (مجاری: Ági Donáth؛ ‏ ۲۵ مارس ۱۹۱۸ – ۱۶ فوریهٔ ۲۰۰۸) بازیگر مجارستانی-آمریکایی بود.
از فیلم‌ها یا مجموعه‌های تلویزیونی که وی در آن‌ها نقش داشته‌است، می‌توان به دختران امروزی اشاره نمود.